# FK Sloga Jugomagnat
Maillots
Le Fudbalski Klub Sloga Jugomagnat (en macédonien : фудбалски клуб Слога Југомагнат), plus couramment abrégé en Sloga Jugomagnat, est un ancien club macédonien de football fondé en 1927 et disparu en 2009, et basé à Skopje, la capitale du pays.

## Histoire

### Rivalité
Le FK Sloga Jugomagnat entretenait une rivalité avec l'équipe du FK Balkan Skopje, avec qui le club partageait son stade.

### Historique
- 1927 : fondation du club sous le nom de Zafer FC
- 1945 : le club est renommé Sloga Skopje
- 1992 : le club est renommé Sloga Jugomagnat Skopje
- 1996 : 1re participation à une Coupe d'Europe (C2) (saison 1996/97)
- 2009 : dissolution du club

## Bilan sportif

### Palmarès
| \| - Championnat de Macédoine (3) : - Champion : 1998-99, 1999-00 et 2000-01. - Vice-champion : 1995-96 et 1997-98. - Coupe de Macédoine (3) : - Vainqueur : 1995-96, 1999-00 et 2003-04. - Finaliste : 1996-97, 1997-98, 1998-99, 2000-01 et 2002-03. \| \| - Championnat de Macédoine D2 (1) : - Champion : 2008-09. \| |  |                                                           |
| - Championnat de Macédoine (3) : - Champion : 1998-99, 1999-00 et 2000-01. - Vice-champion : 1995-96 et 1997-98. - Coupe de Macédoine (3) : - Vainqueur : 1995-96, 1999-00 et 2003-04. - Finaliste : 1996-97, 1997-98, 1998-99, 2000-01 et 2002-03.                                                                       |  | - Championnat de Macédoine D2 (1) : - Champion : 2008-09. |

### Bilan européen
Note : dans les résultats ci-dessous, le score du club est toujours donné en premier
| Saison    | Compétition         | Tour              | Club            | Domicile | Extérieur | Total  |
| --------- | ------------------- | ----------------- | --------------- | -------- | --------- | ------ |
| 1996-1997 | Coupe des coupes    | Tour préliminaire | Budapest Honvéd | 0 - 1    | 0 - 1     | 0 - 2  |
| 1997-1998 | Coupe des coupes    | Tour préliminaire | NK Zagreb       | 1 - 2    | 0 - 2     | 1 - 4  |
| 1998-1999 | Coupe UEFA          | Premier tour Q    | Oțelul Galați   | 1 - 1    | 0 - 3     | 1 - 4  |
| 1999-2000 | Ligue des champions | Premier tour Q    | Kapaz PFC       | 1 - 0    | 1 - 2     | 2E - 2 |
| 1999-2000 | Ligue des champions | Deuxième tour Q   | Brøndby IF      | 0 - 1    | 0 - 1     | 0 - 2  |
| 2000-2001 | Ligue des champions | Premier tour Q    | Shelbourne FC   | 0 - 1    | 1 - 1     | 1 - 2  |
| 2001-2002 | Ligue des champions | Premier tour Q    | FBK Kaunas      | 0 - 0    | 1 - 1     | 1E - 1 |
| 2001-2002 | Ligue des champions | Deuxième tour Q   | Steaua Bucarest | 1 - 2    | 0 - 3     | 1 - 5  |
| 2004-2005 | Coupe UEFA          | Premier tour Q    | Omonia Nicosie  | 1 - 4    | 0 - 4     | 1 - 8  |

Légende
- Victoire ou qualification pour le tour suivant
- Match nul
- Défaite ou élimination de la compétition

## Entraîneurs du club
| - Abdül Melik Kurtiş - Nedžad Verlašević (1994 - 1996) - Zlatko Krmpotić (1997 - 1998) - Gjore Jovanovski (1999 - 2001) - Ekrem Maglajlija (2001) - Gjore Jovanovski (2001 - 2002) - Nedžat Šabani (2002) | - Adnan Zekir (2003 - octobre 2004) - Blagoja Kitanovski (31 octobre 2004 - avril 2005) - Husein Beganović (10 avril 2005) - Šener Bajramović (2005 - 2006) - Mensur Nedžipi (2008 - octobre 2009) - Nedžat Šabani (27 octobre 2009 - ?) |